# The Kentucky Derby At Churchill Downs
The Kentucky Derby at Churchill Downs è un cortometraggio muto del 1913.

## Produzione
Il film - girato a Louisville, nel Kentucky - fu prodotto dalla Selig Polyscope Company.

## Distribuzione
Distribuito dalla General Film Company, il film - un documentario in una bobina - uscì nelle sale cinematografiche statunitensi il 23 giugno 1913.